# Quinapril
Il  Quinapril  è un ACE-inibitore con indicazione specifica contro l'ipertensione arteriosa. È utilizzato in cardiologia anche per lo scompenso cardiaco e nella terapia post-infartuale
Si associa ai diuretici per il suo effetto positivo sul "risparmio" di K+ da parte del rene, poiché la maggior parte dei diuretici, al contrario, sono potassio-disperdenti.

## Dosaggi
- Scompenso cardiaco, 2,5 mg al giorno (sotto controllo medico), (dose massima 40 mg al giorno)
- Ipertensione, 10 mg al giorno (dose massima 80 mg al giorno)

## Farmacodinamica
Gli ace inibitori, inibiscono l'enzima di conversione dell'angiotensina I alla forma II, agendo sulla funzione del sistema renina-angiotensina-aldosterone.

## Effetti indesiderati
Alcuni degli effetti indesiderati sono angioedema, cefalea, vertigini, vasculiti, ipotensione, rash, artralgia.